# Végzetúr
A Végzetúr a Beholder Kft. MMORPG, fantasy stílusú játéka. Kliens szoftver letöltése nélkül, tetszőleges böngészőből játszható. A játékosoknak egy karaktert, ún. végzeturat kell fejleszteniük. A játék PvP stílusú, azaz a játékosok egymás ellen játszanak.

## A játék története

### Az előzmények
A játék a Beholder Kft. sok más szerepjátékához hasonlóan Ghalla világában játszódik. Ghalla világ kezdetben sok értelmes faj lakta: elfek, emberek, törpék, gnómok és trollok lakták, valamint a Beholder Kft. által létrehozott, máshol nem szereplő három faj: az árnymanók, az alakváltók és a kobuderák. Ebben a környezetben játszódik a Túlélők Földje játék. Később, ugyanilyen levelezős szerepjáték formában jelent meg a Túlélők Földje folytatása, az Ősök Városa. Ebben a világban Ghallára leszállt az „Ellenség”, egy más bolygóról érkezett, mindent felzabáló faj. Ghalla világának lakói a hegyekbe menekültek. A hegyekben az alakváltók leszármazottai, a galetkik voltak a domináns faj, a többi, mint az elfek, és sok állat sokkal kevesebb létszámban volt fellelhető. Itt játszódik Böszörményi Gyula Rúvel hegyi legenda könyve, valamint az Álomfogó-sorozat egy része.

### A végzeturak
A galetkik a mélyben lassan megerősödtek, és egy háborúban elkergették az Ellenséget, de a győzelem nem volt teljes: az Ellenség megfertőzte gyűlölettel az elméjüket. A galetkik még régebben megtanulták, hogy az élőlények lélekenergiáját kinyerjék és saját hasznukra fordítsák. Végzeturaknak nevezték el magukat, és egymásnak estek. Amikor egy végzetúr meghalt, a felszabaduló lélekenergia általában a támadót is megölte, és vortexviharok keletkeztek. Ezek elhárítására a végzeturak megállapodtak, hogy nem ölik meg egymást, csak elorozzák társuk lélekenergiájának egy részét. A játékban a varázslatok tekercsekben vásárolható tárgyak, amelyek ugyanúgy viselkednek, mint a játékos többi tárgya.

## A játék
A játék elején létrehozol egy karaktert, amely hét tulajdonsággal rendelkezik. A tulajdonságok fejlesztésére és tárgyak vásárlására lélekenergia (LE) használható fel. Lélekenergiát lehet vadászattal és portyával szerezni szerezni. A vadászat meghatározott ideig tart (kezdetben öt percig, ami csökkenthető), és a jutalmat egy kvízkérdés helyes megválaszolásával lehet növelni. A kvízkérdéseket a játékosok írják. A portyában két karakter csap össze, itt a győzelem nem biztos. A portyában az a karakter a győztes, aki többet sebez a másiknál az adott körök alatt. A portya egy varázslatkörből és három közelharci körből áll. A vadászat cselekvéspontért (CSP), míg a portya portyapontért (PP) megy végbe. A játék, bár PvP stílusú, biztosít szövetségeket, amelyek a játékosoknak bónuszt adnak, és ahol a közös célért összefoghatnak.

### Az erőforrások
A játék kezdetben négy erőforrást tartalmaz: lélekenergia, életpont, varázspont és őskő.

#### A lélekenergia
A lélekenergia, vagy LE (játékosszlengben néha lé) az alapvető erőforrás, amely minden élő szervezetben megtalálható, a végzeturak pedig ki tudják őket nyerni az élőlényekből. A lélekenergia szolgál a tulajdonságok, szakértelmek fejlesztésére, és a tárgyak vásárlására is.

#### Az életpont és a varázspont
Az életpont (ÉP) és a varázspont (VP) folyamatosan regenerálódó képességek. Az életpont a portyázáshoz kell; ha a játékos 1 ÉP-re kerül, elájul, ha pedig a maximum életpontjának 15%-a alatt van, nem kezdeményezhet portyát. A varázspontok a varázslatok elmondásához szükségesek.

#### Az őskő
Az őskövek varázserejű kristályok, amelyek értéke lélekenergiában nem mérhető. A játékos őskövet (a játékosszlengben kavics) kap, ha pénzt fizet be a Beholder Kft.-nek. Az őskövekért plusz szolgáltatásokat és tárgyakat lehet venni.

#### Egyéb erőforrások
A játék során a magasabb tapasztalati szinteken több erőforrás is szerezhető, legtöbbször a fentebbi erőforrások segítségével.

### Szintek
A játékosok „virtuális korának” megállapítására szolgál a tapasztalati szintjük. A szintlépéshez tapasztalati pontokat (TP) kell gyűjteni, ezeket a karakter portyázáskor és vadászatkor kapja, minél nagyobb a szintje, annál többet.

#### A szintlépéssel járó bónuszok
Minden szintlépéssel bónuszt kap a játékos.
- A maximális életpont és varázspont növekedik
- A vadászatért kapott lélekenergia és tapasztalati pont növekedik
- Új tárgyak válnak elérhetővé.

#### A tárgyak
A harcban a játékos a magára vett tárgyakkal harcol. Négyféle tárgyat vehet fel: fegyvert, páncélt, pajzsot, varázslatot. Ezeket magára kell vennie, csak ilyenkor használhatja. A tárgyak bónuszokat adnak a tulajdonságokra. A játékosok nem vásárolhatnak a szintjüknél magasabb szintű tárgyakat.

#### Legenda
Minden szintlépéskor megjelenik egy új Legenda pont, ebben van a játék története leírva.

### A tulajdonságok
A játékos kezdetben hét tulajdonságot kap. A játékos tulajdonságai a többi játékos számára ismeretlenek, csak ezek összegét tudja (TÖ). A tulajdonságok a portyában való nyereség esélyét növelik.
- Erő: a fizikai sebzést növeli.
- Védekezés: az ellenfél találati esélyét csökkenti.
- Támadás: a játékos találati esélyét növeli.
- Egészség: a játékos életpontjainak számát növeli.
- Taumaturgia: a varázslat hatását növeli.
- IQ: a játékos varázslatának találati esélyét növeli, és az ellenfélét csökkenti.
- Mágia: a varázspontok számát növeli.
- Szerencse: a szerencse nem alaptulajdonság, a szövetségi épületek építésével növelhető. A véletlen eseményeket befolyásolja.
- Bónusz tulajdonságok: csak tárgyakból szerezhetőek meg.
- Szakértelmek: harmadik tapasztalati szinttől elérhetőek. Olyan tulajdonságok, amelyek nem közvetlenül a harcban, hanem a játék valamely más területén segítenek.

### A harcrendszer
A játék harcrendszere a játékosok tulajdonságait méri össze, amihez véletlenszerű eredményt ad, így jön létre a tapasztalható eredmény. Az eredmény leírás formájában látható.

#### A hordák
A játékosok a játék elején négy horda közül választhatnak, amelyek közül mindegyik kap valamilyen bónuszt. A játékosok nem támadhatják meg a saját hordájuk tagjait.
- Gyémánt Horda: ennek a hordának a tagjai több lélekenergiát kapnak a portyáért.
- Smaragd Horda: több varázspontjuk van, és nagyobb mágikus sebzést okoznak.
- Rubin Horda: nagyobb fizikai sebzést okoznak.
- Zafír Horda: gyorsabban regenerálódnak.
- Kristály Horda: a Kristály Horda (KH) tagjai NJK-k, azaz nem játékos karakterek gyűjteménye, akik csupán ellenfélként léteznek.

### Az események
Az események vagy eventek ideiglenesen létező, általában egy közös célt a játékosok elé tűző „programok”. Ezek a következőképpen zajlanak: megjelenik egy kihívás, amit a játékosoknak közösen le kell győzniük, vagy több, szövetségtől és hordától független csapatban versengeniük egymással. Ha ez sikerült, az eseményen résztvevők jutalmakat kapnak. A legtöbb eventből egy évben kettő van.